# Gustaf Jansson
Pour les articles homonymes, voir Jansson.
Gustaf Jansson, né le 5 janvier 1922 et mort le 11 avril 2012, est un athlète suédois, qui pratiquait le marathon.

## Biographie
Il est connu pour avoir un temps accompagné le coureur tchèque Emil Zátopek lors du marathon des Jeux olympiques de 1952 à Helsinki. Peu après la mi-course, il laissera la « locomotive tchèque » s'échapper, puis se verra rejoindre et dépasser par l'Argentin Reinaldo Gorno, obtenant toutefois la médaille de bronze.

## Palmarès

### Jeux olympiques d'été
- Jeux olympiques de 1952 à Helsinki,  Finlande
  -  Médaille de bronze